# Tajan
Tajan – miejscowość i gmina we Francji, w regionie Oksytania, w departamencie Pireneje Wysokie.
Według danych na rok 1990 gminę zamieszkiwało 147 osób, a gęstość zaludnienia wynosiła 30 osób/km² (wśród 3020 gmin regionu Midi-Pireneje Tajan plasuje się na 916. miejscu pod względem liczby ludności, natomiast pod względem powierzchni na miejscu 1494.).